# 울산광역시교육수련원
울산광역시교육수련원(蔚山廣域市敎育修鍊院)은 지방교육자치에 관한 법률 제32조의 규정에 의하여 학생들의 심신수련 및 교직원의 사기앙양과 후생복지증진을 위하여 울산광역시교육청 산하에 설치된 소속기관이다.